# Nordheim v.d.Rhön
Nordheim v.d.Rhön è un comune tedesco di 1 132 abitanti, situato nel land della Baviera.